# Shiho Onodera
Shiho Onodera (18 de novembro de 1973) é uma ex-futebolista japonesa que atuava como goleira.

## Carreira
Shiho Onodera representou a Seleção Japonesa de Futebol Feminino, nas Olimpíadas de 1996 e 2004. 